# Obesidade abdominal
A obesidade abdominal, também conhecida como obesidade central e obesidade troncular, é a condição humana de uma concentração excessiva de gordura visceral ao redor do estômago e do abdômen, a ponto de provavelmente prejudicar a saúde do portador. A obesidade abdominal tem sido fortemente associada a doenças cardiovasculares, mal de Alzheimer e outras doenças metabólicas e vasculares.
A gordura abdominal visceral e central e a circunferência da cintura mostram uma forte associação com o diabetes tipo 2.
A gordura visceral, também conhecida como gordura de órgãos ou gordura intra-abdominal, está localizada dentro da cavidade peritoneal, entre os órgãos internos e o tronco, ao contrário da gordura subcutânea, encontrada sob a pele, e da gordura intramuscular, encontrada entre os músculos esqueléticos. A gordura visceral é composta de vários depósitos adiposos, incluindo o tecido adiposo mesentérico, o tecido adiposo branco epididimal e a gordura perirrenal. Um excesso de gordura visceral adiposa é conhecido como obesidade central, o efeito "barriga de pote" ou "barriga de cerveja", em que o abdômen se projeta excessivamente. Esse tipo de corpo também é conhecido como "em forma de maçã", em oposição ao "em forma de pera", no qual a gordura é depositada nos quadris e nas nádegas.
Os pesquisadores começaram a se concentrar na obesidade abdominal na década de 1980, quando perceberam que ela tinha uma conexão importante com doenças cardiovasculares, diabetes e dislipidemia. A obesidade abdominal estava mais intimamente relacionada a disfunções metabólicas ligadas a doenças cardiovasculares do que a obesidade geral. No final da década de 1980 e no início da década de 1990, foram descobertas técnicas de imagem poderosas e perspicazes que ajudariam a avançar a compreensão dos riscos à saúde associados ao acúmulo de gordura corporal. Técnicas como a tomografia computadorizada e a ressonância magnética tornaram possível categorizar a massa de tecido adiposo localizada no nível abdominal em gordura intra-abdominal e gordura subcutânea.
A obesidade abdominal está associada a eventos cardiovasculares mais elevados na população étnica do sul da Ásia.

## Riscos à saúde

### Doenças cardíacas
A obesidade abdominal está normalmente associada a um risco estatisticamente maior de doenças cardíacas, hipertensão, resistência à insulina e diabetes tipo 2. Com o aumento da relação cintura-quadril e da circunferência total da cintura, o risco de morte também aumenta. A síndrome metabólica está associada à obesidade abdominal, aos distúrbios dos lipídios do sangue, à inflamação, à resistência à insulina, ao diabetes completo e ao aumento do risco de desenvolver doenças cardiovasculares. Atualmente, acredita-se que a gordura intra-abdominal é o depósito que apresenta o maior risco à saúde.
Uma validação recente concluiu que as estimativas de volume corporal total e regional se correlacionam de forma positiva e significativa com os biomarcadores de risco cardiovascular e que os cálculos do Índice de Volume Corporal (IVB) se correlacionam de forma significativa com todos os biomarcadores de risco cardiovascular.

### Diabetes
Existem várias teorias sobre a causa exata e o mecanismo do diabetes tipo 2. Sabe-se que a obesidade central predispõe os indivíduos à resistência à insulina. A gordura abdominal é especialmente ativa em termos hormonais, secretando um grupo de hormônios chamados adipocinas que podem prejudicar a tolerância à glicose. Mas a adiponectina, uma adipocina anti-inflamatória, que é encontrada em menor concentração em indivíduos obesos e diabéticos, demonstrou ser benéfica e protetora no diabetes mellitus tipo 2 (T2DM).
A resistência à insulina é uma das principais características do diabetes mellitus tipo 2, e a obesidade central está correlacionada tanto com a resistência à insulina quanto com o próprio T2DM. O aumento da adiposidade (obesidade) eleva os níveis séricos de resistina, que, por sua vez, estão diretamente correlacionados à resistência à insulina. Estudos também confirmaram uma correlação direta entre os níveis de resistina e o T2DM. E é o tecido adiposo da cintura (obesidade central) que parece ser o principal tipo de depósito de gordura que contribui para o aumento dos níveis de resistina sérica. Por outro lado, descobriu-se que os níveis de resistina sérica diminuem com a redução da adiposidade após o tratamento médico.

### Asma
O desenvolvimento de asma devido à obesidade abdominal também é uma das principais preocupações. Como resultado da respiração com baixo volume pulmonar, os músculos ficam mais rígidos e as vias aéreas ficam mais estreitas. A obesidade causa diminuição dos volumes correntes devido à redução da expansão do tórax, causada tanto pelo peso no próprio tórax quanto pelo efeito da obesidade abdominal no achatamento dos diafragmas. É comum observar que as pessoas obesas respiram rápida e frequentemente, enquanto inalam pequenos volumes de ar. As pessoas com obesidade também têm maior probabilidade de serem hospitalizadas por asma. Um estudo afirmou que 75% dos pacientes tratados por asma no pronto-socorro tinham sobrepeso ou eram obesos.

### Doença de Alzheimer
Com base em estudos, é evidente que a obesidade tem uma forte associação com doenças vasculares e metabólicas que podem estar potencialmente ligadas à doença de Alzheimer. Estudos recentes também mostraram uma associação entre a obesidade na meia-idade e a demência, mas a relação entre a obesidade na vida adulta e a demência é menos clara. Um estudo de Debette et al. (2010), que examinou mais de 700 adultos, encontrou evidências que sugerem que volumes mais altos de gordura visceral, independentemente do peso total, estavam associados a volumes cerebrais menores e a um risco maior de demência. A doença de Alzheimer e a obesidade abdominal têm uma forte correlação e, com a inclusão de fatores metabólicos, o risco de desenvolver a doença de Alzheimer era ainda maior. Com base em análises de regressão logística, descobriu-se que a obesidade estava associada a um risco quase 10 vezes maior de desenvolver a doença de Alzheimer.

### Outros riscos à saúde
A obesidade central pode ser uma característica das lipodistrofias, um grupo de doenças hereditárias ou devido a causas secundárias (geralmente inibidores de protease, um grupo de medicamentos contra a AIDS). A obesidade central é um sintoma da síndrome de Cushing e também é comum em pacientes com síndrome dos ovários policísticos (SOP). A obesidade central está associada à intolerância à glicose e à dislipidemia. Quando a dislipidemia se torna um problema grave, a cavidade abdominal de um indivíduo gera um fluxo elevado de ácidos graxos livres para o fígado. O efeito da adiposidade abdominal não ocorre apenas em pessoas obesas, mas também afeta pessoas não obesas e também contribui para a sensibilidade à insulina.
Ghroubi et al. (2007) examinaram se a circunferência abdominal é um indicador mais confiável do que o Índice de Massa Corporal (IMC) da presença de osteoartrite do joelho em pacientes obesos e descobriram que, na verdade, ela parece ser um fator associado à presença de dor no joelho e de osteoartrite em indivíduos obesos. Ghroubi et al. (2007) concluíram que uma circunferência abdominal alta está associada a uma grande repercussão funcional.
Uma pesquisa publicada no The Lancet (2023) descobriu que altos níveis de gordura visceral estavam relacionados a um desempenho cognitivo inferior. Os resultados sugerem que a manutenção de um peso saudável e da saúde metabólica pode ser importante para preservar a função cognitiva.

## Causas

### Dieta
A hipótese predominante atualmente é que a causa imediata da obesidade é o desequilíbrio energético líquido - o organismo consome mais calorias utilizáveis do que gasta, desperdiça ou descarta por eliminação. Alguns estudos indicam que a adiposidade visceral, juntamente com a desregulação lipídica e a diminuição da sensibilidade à insulina, está relacionada ao consumo excessivo de frutose. Algumas evidências mostram que, em relação aos jovens, quando a frutose livre está presente à medida que as células adiposas das crianças amadurecem, ela faz com que mais dessas células amadureçam em células adiposas na região abdominal. Ela também faz com que a gordura visceral e a gordura subcutânea sejam menos sensíveis à insulina. Esses efeitos não foram atenuados quando comparados com o consumo semelhante de glicose.
A ingestão de gordura trans de óleos industriais foi associada ao aumento da obesidade abdominal em homens e ao aumento do peso e da circunferência da cintura em mulheres. Essas associações não foram atenuadas quando a ingestão de gordura e a ingestão de calorias foram contabilizadas. O maior consumo de carne (carne processada, carne vermelha e aves) também foi positivamente associado a um maior ganho de peso e, especificamente, à obesidade abdominal, mesmo quando se contabilizam as calorias. Por outro lado, estudos sugerem que o consumo de peixes oleosos está negativamente associado à gordura corporal total e à distribuição da gordura abdominal, mesmo quando a massa corporal permanece constante. Da mesma forma, o aumento do consumo de proteína de soja está correlacionado a menores quantidades de gordura abdominal em mulheres na pós-menopausa, mesmo quando o consumo de calorias é controlado.
Diversos estudos de grande porte demonstraram que os alimentos ultraprocessados têm uma relação positiva dose-dependente com a obesidade abdominal e a obesidade geral, tanto em homens quanto em mulheres. O consumo de uma dieta rica em alimentos não processados e minimamente processados está associado a um menor risco de obesidade, menor circunferência da cintura e menos doenças crônicas. Essas descobertas são consistentes entre as populações americanas, canadenses, latino-americanas, australianas, britânicas, francesas, espanholas, suecas, sul-coreanas, chinesas e da África Subsaariana.
Foi demonstrado que a ingestão de proteína de qualidade durante um período de 24 horas e o número de vezes que o limite de aminoácidos essenciais de aproximadamente 10 g foi atingido está inversamente relacionado à porcentagem de gordura abdominal central. A ingestão de proteína de qualidade é definida como a proporção de aminoácidos essenciais para a proteína dietética diária.
As células de gordura visceral liberam seus subprodutos metabólicos na circulação portal, onde o sangue vai direto para o fígado. Assim, o excesso de triglicerídeos e ácidos graxos criados pelas células de gordura visceral irá para o fígado e se acumulará lá. No fígado, a maior parte será armazenada como gordura. Esse conceito é conhecido como "lipotoxicidade".

### Consumo de álcool
Um estudo demonstrou que o consumo de álcool está diretamente associado à circunferência da cintura e a um risco maior de obesidade abdominal em homens, mas não em mulheres. Depois de controlar a subnotificação de calorias, que atenuou ligeiramente essas associações, observou-se que o aumento do consumo de álcool aumentou significativamente o risco de exceder a ingestão de calorias recomendada em participantes do sexo masculino, mas não no pequeno número de participantes do sexo feminino (2,13%) com consumo elevado de álcool, mesmo depois de estabelecer um número menor de bebidas por dia para caracterizar as mulheres como consumidoras de uma quantidade elevada de álcool. São necessárias mais pesquisas para determinar se existe uma relação significativa entre o consumo de álcool e a obesidade abdominal entre as mulheres que consomem quantidades maiores de álcool.
Uma revisão sistêmica e uma metanálise não encontraram dados que apontassem para uma relação dose-dependente entre o consumo de cerveja e a obesidade geral ou a obesidade abdominal em níveis de consumo baixos ou moderados (abaixo de ~500 ml/dia). No entanto, a alta ingestão de cerveja (acima de ~4 l/semana) pareceu estar associada a um grau mais alto de obesidade abdominal especificamente, particularmente entre os homens.

### Outros fatores
A prevalência da obesidade abdominal está aumentando nas populações ocidentais, possivelmente devido a uma combinação de baixa atividade física e dietas com alto teor calórico, e também nos países em desenvolvimento, onde está associada à urbanização das populações.
Outros fatores ambientais, como o tabagismo materno, compostos estrogênicos na dieta e substâncias químicas desreguladoras do sistema endócrino também podem ser importantes.
O hipercortisolismo, como na síndrome de Cushing, também leva à obesidade central. Muitos medicamentos prescritos, como a dexametasona e outros esteroides, também podem ter efeitos colaterais que resultam em obesidade central, especialmente na presença de níveis elevados de insulina.

## Diagnóstico

Silhuetas e circunferências da cintura que representam pessoas normais, com sobrepeso e obesas.

Há várias maneiras de medir a obesidade abdominal, incluindo
- Circunferência absoluta da cintura (>102 cm em homens e >88 cm em mulheres).[77]
- Relação cintura-quadril (a circunferência da cintura dividida pela circunferência do quadril >0,9 para homens e >0,85 para mulheres).[1]
- Relação cintura-estatura (circunferência da cintura dividida pela altura, >0,5 para adultos com menos de 40 anos e >0,6 para adultos com mais de 50 anos).
- Diâmetro abdominal sagital.[78]

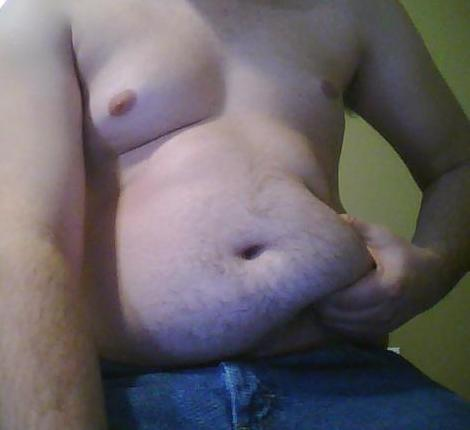
Adolescente com sobrepeso segurando seu excesso de gordura abdominal.

Em pessoas com índice de massa corporal (IMC) abaixo de 35, a gordura corporal intra-abdominal está relacionada a resultados negativos de saúde, independentemente da gordura corporal total. A gordura intra-abdominal ou visceral tem uma correlação particularmente forte com doenças cardiovasculares.
O IMC e as medidas da cintura são formas bem reconhecidas de caracterizar a obesidade. Entretanto, as medidas da cintura não são tão precisas quanto as medidas do IMC. A medição da cintura (por exemplo, para o padrão TGC - Taxa de Gordura Corporal) é mais propensa a erros do que a medição da altura e do peso (por exemplo, para o padrão IMC). O IMC ilustrará a melhor estimativa da gordura corporal total de uma pessoa, enquanto a medição da cintura fornece uma estimativa da gordura visceral e do risco de doenças relacionadas à obesidade. Recomenda-se usar os dois métodos de medição.

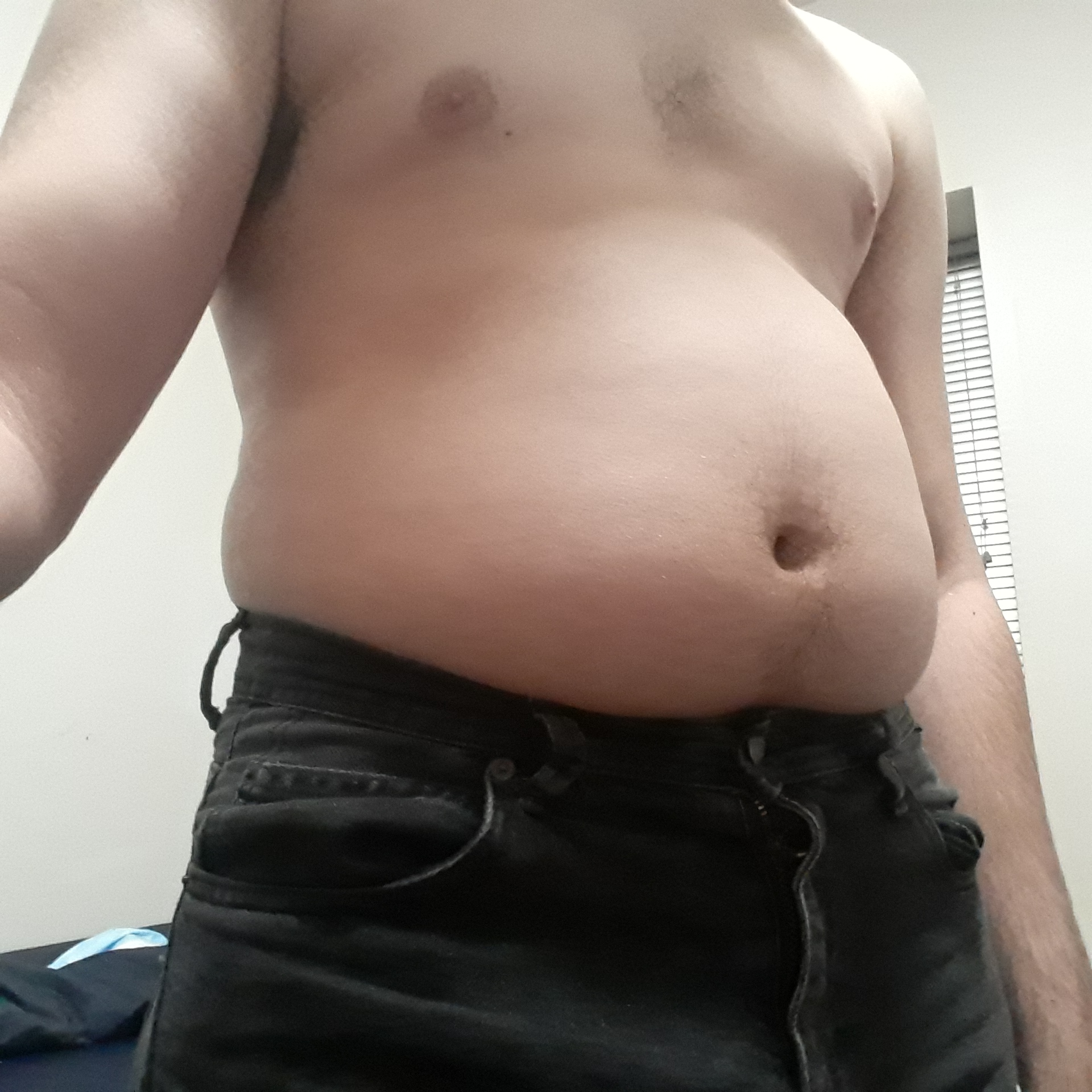
Um homem com obesidade abdominal.

Embora a obesidade central possa ser óbvia apenas ao olhar para o corpo nu, a gravidade da obesidade central é determinada pelas medidas da cintura e do quadril. A circunferência absoluta da cintura de 102 centímetros em homens e 88 centímetros em mulheres e a relação cintura-quadril (>0,9 para homens e >0,85 para mulheres) são usadas como medidas de obesidade central. Um diagnóstico diferencial inclui distinguir a obesidade central da ascite e do inchaço intestinal. Na coorte de 15.000 pessoas que participaram da Pesquisa Nacional de Exames de Saúde e Nutrição (NHANES III), a circunferência da cintura explicou melhor o risco à saúde relacionado à obesidade do que o IMC quando a síndrome metabólica foi considerada uma medida de resultado e essa diferença foi estatisticamente significativa. Em outras palavras, a circunferência excessiva da cintura parece ser mais um fator de risco para a síndrome metabólica do que o IMC.
Outra medida de obesidade central que demonstrou superioridade em relação ao IMC na previsão do risco de doenças cardiovasculares é o Índice de Obesidade Central (relação cintura/altura), em que uma relação >=0. 5 (ou seja, uma circunferência da cintura de pelo menos metade da altura do indivíduo) é preditiva de risco aumentado.
Outro diagnóstico de obesidade é a análise da gordura intra-abdominal, que representa o maior risco para a saúde pessoal. O aumento da quantidade de gordura nessa região está relacionado aos níveis mais altos de lipídios e lipoproteínas plasmáticas, conforme estudos mencionados pela revisão de Eric Poehlman (1998).
Uma aceitação cada vez maior da importância da obesidade central na profissão médica como um indicador de risco à saúde levou a novos desenvolvimentos no diagnóstico da obesidade, como o Índice de Volume Corporal, que mede a obesidade central medindo a forma do corpo de uma pessoa e sua distribuição de peso. O efeito da adiposidade abdominal não ocorre apenas em pessoas obesas, mas também afeta pessoas não obesas e também contribui para a sensibilidade à insulina.

### Índice de obesidade central
O Índice de Obesidade Central (IOC) é a relação entre a circunferência da cintura e a altura proposta pela primeira vez por Parikh et al. em 2007 como um substituto melhor para a circunferência da cintura amplamente utilizada na definição da síndrome metabólica. O Painel de Tratamento de Adultos III do Programa Nacional de Educação sobre Colesterol sugeriu o ponto de corte de 102 cm e 88 cm para homens e mulheres como um marcador de obesidade central. O mesmo foi usado na definição da síndrome metabólica. Misra et al. sugeriram que esses pontos de corte não são aplicáveis entre os indianos e que os pontos de corte devem ser reduzidos para 90 cm e 80 cm para homens e mulheres. Vários pontos de corte específicos de raça foram sugeridos por diferentes grupos. A Federação Internacional de Diabetes definiu a obesidade central com base nesses vários pontos de corte específicos de raça e gênero. A outra limitação da circunferência da cintura é que o procedimento de medição não foi padronizado e, em crianças, não há, ou há poucos, padrões de comparação ou dados de referência.
Parikh et al. analisaram as alturas médias de várias raças e sugeriram que, ao usar o ICO, vários pontos de corte específicos de raça e gênero da circunferência da cintura podem ser descartados. Um ponto de corte do ICO de 0,53 foi sugerido como critério para definir a obesidade central. Parikh et al. testaram ainda uma definição modificada de síndrome metabólica, na qual a circunferência da cintura foi substituída pelo ICO no banco de dados do Pesquisa Nacional de Exames de Saúde e Nutrição (NHANES) e descobriram que a definição modificada era mais específica e sensível.
Esse parâmetro tem sido usado no estudo da síndrome metabólica e de doenças cardiovasculares.
A obesidade central em indivíduos com IMC normal é chamada de obesidade de peso normal.

### Diferenças entre os sexos
Existem diferenças dependentes do sexo na distribuição regional da gordura.
Os homens são mais suscetíveis ao acúmulo de gordura na parte superior do corpo, provavelmente na barriga, devido às diferenças de hormônios sexuais. Ao comparar a gordura corporal de homens e mulheres, observa-se que os homens têm quase o dobro de gordura visceral do que as mulheres na pré-menopausa.
Nas mulheres, acredita-se que o estrogênio faz com que a gordura seja armazenada nas nádegas, coxas e quadris. Quando as mulheres chegam à menopausa e o estrogênio produzido pelos ovários diminui, a gordura migra das nádegas, quadris e coxas para a barriga.
50% dos homens e 70% das mulheres nos Estados Unidos com idade entre 50 e 79 anos agora excedem o limite da circunferência da cintura para obesidade central.
A obesidade central está positivamente associada ao risco de doença coronariana em homens e mulheres. Foi levantada a hipótese de que as diferenças entre os sexos na distribuição de gordura podem explicar a diferença entre os sexos no risco de doença coronariana. Mesmo com as diferenças, em qualquer nível de obesidade central medido como circunferência da cintura ou relação cintura/quadril, as taxas de doença coronariana são idênticas em homens e mulheres.

## Cuidados
Uma rotina permanente de exercícios, alimentação saudável e, durante os períodos de sobrepeso, o consumo do mesmo número ou de menos calorias do que o utilizado evitará e ajudará a combater a obesidade. Um único quilo de gordura rende aproximadamente 3.500 calorias de energia (32.000 kJ de energia por quilograma de gordura), e a perda de peso é obtida pela redução da ingestão de energia ou pelo aumento do gasto de energia, atingindo assim um equilíbrio negativo. As terapias adjuvantes que podem ser prescritas por um médico são o orlistate ou a sibutramina, embora essa última tenha sido associada ao aumento de eventos cardiovasculares e derrames e tenha sido retirada do mercado nos EUA, no Reino Unido, na UE, na Austrália, no Canadá, em Hong Kong, e na Tailândia.
Um estudo de 2006 publicado no International Journal of Sport Nutrition and Exercise Metabolism sugere que a combinação de exercícios cardiovasculares (aeróbicos) com treinamento de resistência é mais eficaz do que apenas o treinamento cardiovascular para eliminar a gordura abdominal. Um benefício adicional do exercício é que ele reduz o estresse e os níveis de insulina, o que reduz a presença de cortisol, um hormônio que leva a mais depósitos de gordura na barriga e resistência à leptina.
Como mencionado acima, a gordura abdominal está associada a doenças cardiovasculares, diabetes e câncer. Especificamente, é a camada mais profunda da gordura da barriga (a gordura que não pode ser vista ou agarrada) que apresenta riscos à saúde, pois essas células de gordura "visceral" produzem hormônios que podem afetar a saúde (por exemplo, aumento da resistência à insulina e/ou risco de câncer de mama). O risco aumenta considerando o fato de que elas estão localizadas nas proximidades ou entre órgãos na cavidade abdominal. Por exemplo, a gordura próxima ao fígado é drenada para ele, causando um fígado gorduroso, que é um fator de risco para a resistência à insulina, preparando o terreno para o diabetes tipo 2. Entretanto, a gordura visceral é mais sensível à circulação de catecolaminas.
Na presença de diabetes tipo 2, o médico pode prescrever metformina e tiazolidinedionas (rosiglitazona ou pioglitazona) como medicamentos antidiabéticos em vez de derivados de sulfonilureia. As tiazolidinedionas podem causar um leve ganho de peso, mas diminuem a gordura abdominal "patológica" (gordura visceral) e, portanto, podem ser prescritas para diabéticos com obesidade central. A tiazolidinediona foi associada à insuficiência cardíaca e ao aumento do risco cardiovascular; portanto, foi retirada do mercado na Europa em 2010.
Dietas com baixo teor de gordura podem não ser uma intervenção eficaz a longo prazo para a obesidade: como Bacon e Aphramor escreveram, "A maioria dos indivíduos recupera praticamente todo o peso que foi perdido durante o tratamento". A Women's Health Initiative ("o maior e mais longo ensaio clínico randomizado e controlado de intervenção dietética") constatou que a intervenção dietética a longo prazo aumentou a circunferência da cintura tanto do grupo de intervenção quanto do grupo de controle, embora o aumento tenha sido menor no grupo de intervenção. A conclusão foi que o peso médio diminuiu significativamente no grupo de intervenção da linha de base ao ano 1 em 2,2 kg (P<.001) e foi 2,2 kg menor do que a mudança do grupo de controle da linha de base ao ano 1. Essa diferença da linha de base entre os grupos de controle e intervenção diminuiu com o tempo, mas uma diferença significativa no peso foi mantida até o ano 9, o final do estudo.

## Sociedade e cultura

### Mitos
Há um equívoco comum de que o exercício pontual (ou seja, exercitar um músculo ou local específico do corpo) queima mais efetivamente a gordura no local desejado, mas esse não é o caso. Os exercícios pontuais são benéficos para a construção de músculos específicos, mas têm pouco ou nenhum efeito sobre a gordura nessa área do corpo ou sobre a distribuição da gordura corporal. A mesma lógica se aplica aos abdominais e à gordura da barriga. Abdominais, sit-ups e outros exercícios abdominais são úteis para desenvolver os músculos abdominais, mas têm pouco efeito, se algum, sobre o tecido adiposo localizado nessa área.

### Coloquialismos
Um grande depósito de adiposidade central tem recebido muitos nomes de uso comum, incluindo "pneuzinho", "poupança", "pochete" e "barriga de chope". Vários termos coloquiais usados para se referir à obesidade central e às pessoas que a têm se referem ao consumo de cerveja. Entretanto, há poucas evidências científicas de que os consumidores de cerveja sejam mais propensos à obesidade central, apesar de ser conhecida coloquialmente como "barriga de chope" ou "barriga de cerveja". Um dos poucos estudos realizados sobre o assunto não constatou que os consumidores de cerveja são mais propensos à obesidade central do que os que não bebem ou os que bebem vinho ou destilados. O alcoolismo crônico pode levar à cirrose, cujos sintomas incluem ginecomastia (aumento das mamas) e ascite (líquido abdominal). Esses sintomas podem sugerir o aparecimento de obesidade central.

### Economia
Pesquisadores de Copenhague examinaram a relação entre as circunferências da cintura e os custos entre 31.840 indivíduos com idade entre 50 e 64 anos e diferentes circunferências da cintura. O estudo mostrou que um aumento de apenas um centímetro a mais acima da cintura normal causava um aumento de 1,25% e 2,08% nos custos de saúde em mulheres e homens, respectivamente. Para colocar isso em perspectiva, uma mulher com uma cintura de 95 cm e sem problemas de saúde subjacentes ou comorbidades pode incorrer em custos econômicos 22%, ou US$ 397, mais altos por ano do que uma mulher com uma circunferência de cintura normal.